# Bistum Montelíbano
Das Bistum Montelíbano (lat.: Dioecesis Monslibanensis, span.: Diócesis de Montelíbano) ist eine in Kolumbien gelegene römisch-katholische Diözese mit Sitz in Montelíbano.

## Geschichte
Das Bistum Montelíbano wurde am 12. Juni 1924 durch Papst Pius XI. mit der Apostolischen Konstitution Christi Domini aus Gebietsabtretungen des Erzbistums Cartagena als Apostolische Präfektur Sinú errichtet. Am 12. Januar 1931 wurde die Apostolische Präfektur Sinú durch Pius XI. mit der Apostolischen Konstitution Constitutione Apostolica in Apostolische Präfektur Sinú-San Jorge umbenannt. Die Apostolische Präfektur Sinú-San Jorge wurde am 10. März 1950 durch Papst Pius XII. mit der Apostolischen Konstitution Si evangelicos zum Apostolischen Vikariat erhoben und in Apostolisches Vikariat San Jorge umbenannt. Am 20. November 1954 gab das Apostolische Vikariat San Jorge Teile seines Territoriums zur Gründung des Bistums Montería ab.
Das Apostolische Vikariat San Jorge wurde am 25. April 1969 durch Papst Paul VI. mit der Apostolischen Konstitution Ex quo Deo zur Territorialprälatur erhoben und in Territorialprälatur Alto Sinú umbenannt. Die Territorialprälatur Alto Sinú wurde dem Erzbistum Cartagena als Suffragan unterstellt. Am 29. Dezember 1998 wurde die Territorialprälatur Alto Sinú durch Papst Johannes Paul II. mit der Apostolischen Konstitution Ministerium totius zum Bistum erhoben und in Bistum Montelíbano umbenannt.

## Ordinarien

### Apostolische Präfekten von Sinú
- Marcellino Lardizábal Aguirrebengoa IEME, 1925–1931

### Apostolische Präfekten von Sinú-San Jorge
- Marcellino Lardizábal Aguirrebengoa IEME, 1931–1949

### Apostolische Vikare von San Jorge
- Francisco Santos Santiago PIME, 1950–1957
- José Lecuona Labandibar IEME, 1958–1959
- Eloy Tato Losada IEME, 1960–1969, dann Bischof von Magangué

### Prälaten von Alto Sinú
- Alfonso Sánchez Peña CMF, 1969–1989
- Flavio Calle Zapata, 1989–1993, dann Bischof von Sonsón-Rionegro
- Julio César Vidal Ortiz, 1993–1998

### Bischöfe von Montelíbano
- Julio César Vidal Ortiz, 1998–2001, dann Bischof von Montería
- Edgar de Jesús García Gil, 2002–2010, dann Bischof von Palmira
- Luis José Rueda Aparicio, 2012–2018, dann Erzbischof von Popayán
- Farly Yovany Gil Betancur, seit 2020